# قلعة ميدلبورغ
قلعة ميدلبورغ هي حصن هولندي يقع بالقرب من مصب نهر ملقا، في منطقة بندرهيلير بولاية ملقا، ماليزيا. وتعرف أيضًا باسم ميدلبورغ باستيون، هذا ويُعد الحصن معلمًا تاريخيًا بارزًا وهو مصنف ضمن المباني التراثية المحمية تحت إشراف واريسان نيجارا.

## تاريخ القلعة
بعد استيلاء الهولنديين على ملقا عام 1641 من البرتغاليين، سعى الحكام الجدد إلى تعزيز سيطرتهم على المنطقة وتأمينها من أي تهديدات مستقبلية. كجزء من استراتيجيتهم الدفاعية، قاموا بتشييد جدران إضافية لتعزيز تحصينات المدينة. من بين أهم هذه التحصينات، برزت قلعة ميدلبورغ، التي تميزت بموقعها الاستراتيجي المرتفع عند ضفاف مصب نهر ملقا، مما منح الهولنديين ميزة دفاعية تمكنهم من التصدي لأي هجوم محتمل، لا سيما عبر الممرات المائية والأنهار. بدأ بناء الحصن عام 1660، ليصبح واحدًا من أبرز المنشآت الدفاعية الهولندية في تلك الفترة.